# 김수현 (1971년)
김수현(1971년 3월 12일 ~ )은 대한민국의 여성 연극배우 겸 연기자이다. 신장은 169cm이고 체중은 49kg이다.

## 생애
1990년 광고 모델 첫 데뷔하였으며, 1991년 연극배우 데뷔하였으며 1994년 MBC 문화방송 공채 탤런트 23기로 정식 데뷔하였다.
이후 MBC 문화방송, KBS 한국방송공사, EBS 한국교육방송공사, SBS 서울방송 드라마 등에 단역급으로 출연하던 가운데 1997년 결혼 이후 연기자 활동을 중단하였다가 2004년 MBC 문화방송 드라마 《열정》으로 연기자 분야에 복귀하였다.

## 출연작

### TV 드라마
- 1996년 MBC 《애인》
- 1997년 MBC 《불꽃놀이》
- 2004년 MBC 《열정》
- 2011년 MBC 《짝패》
- 2012년 MBC 《못난이 송편》 ... 한문길의 부인 역
- 2015년 MBC 《불굴의 차여사》 ... 정숙 역
- 2018년 MBC 《비밀과 거짓말》 ... 정윤정 역
- 2019년 MBC 《두 번은 없다》 ... 김면정 역
- 2022년 MBC 《마녀의 게임》 ... 서 비서 역

### 연극
- 《갯마을》 ... 순임 역 (조연)